# Japan Cup 2001 (ciclismo)
La Japan Cup 2001, decima edizione della corsa, si svolse il 28 ottobre 2001. Fu vinta dall'italiano Gilberto Simoni che terminò la gara in 4h16'58" alla media di 35.328 km/h.

## Ordine d'arrivo (Top 10)
| Pos. | Corridore         | Squadra       | Tempo    |
| ---- | ----------------- | ------------- | -------- |
| 1    | Gilberto Simoni   | Lampre-Daikin | 4h16'58" |
| 2    | Cadel Evans       | Saeco         | a 51"    |
| 3    | Christophe Brandt | Lotto-Adecco  | s.t.     |
| 4    | Marco Serpellini  | Lampre-Daikin | a 1'34"  |
| 5    | Jo Planckaert     | Cofidis       | s.t.     |
| 6    | Chris Peers       | Cofidis       | a 1'35"  |
| 7    | Médéric Clain     | Cofidis       | s.t.     |
| 8    | Claude Lamour     | Cofidis       | a 1'39"  |
| 9    | Peter Farazijn    | Cofidis       | s.t.     |
| 10   | Massimo Codol     | LAM           | a 3'37"  |